# Drehnow
Drehnow est une commune allemande de l'arrondissement de Spree-Neisse, dans le Land de Brandebourg.

## Géographie
Drehnow se situe dans la Basse-Lusace, dans la zone de peuplement traditionnelle des Sorabes, des Wendes. Au sud de Drehnow coulent la Malxe et le Hammergraben.
| Drachhausen |         | Turnow-Preilack |
|             | Drehnow |                 |
|             | Cottbus |                 |

## Histoire
Drehnow est mentionné pour la première fois en 1635, mais le nom apparaît en 1400.
Le village est jusqu'à la guerre de Trente Ans sur une crête de sable plate près de la Malxe. En raison du risque constant d'inondation, le village actuel est bâti à environ 500 m au nord-est de l'ancien emplacement.

## Démographie
| Année | Nombre d'habitants |
| ----- | ------------------ |
| 1875  | 666                |
| 1890  | 727                |
| 1910  | 703                |
| 1925  | 691                |
| 1933  | 715                |
| 1939  | 722                |
| 1946  | 888                |
| 1950  | 839                |

| Année | Nombre d'habitants |
| ----- | ------------------ |
| 1964  | 712                |
| 1971  | 682                |
| 1981  | 638                |
| 1985  | 644                |
| 1989  | 625                |
| 1990  | 617                |
| 1991  | 626                |
| 1992  | 630                |
| 1993  | 640                |
| 1994  | 634                |

| Année | Nombre d'habitants |
| ----- | ------------------ |
| 1995  | 641                |
| 1996  | 668                |
| 1997  | 674                |
| 1998  | 676                |
| 1999  | 667                |
| 2000  | 663                |
| 2001  | 653                |
| 2002  | 648                |
| 2003  | 638                |
| 2004  | 635                |

| Année | Nombre d'habitants |
| ----- | ------------------ |
| 2005  | 620                |
| 2006  | 616                |
| 2007  | 606                |
| 2008  | 587                |
| 2009  | 583                |
| 2010  | 578                |
| 2011  | 571                |
| 2012  | 548                |
| 2013  | 546                |
| 2014  | 548                |

| Année | Nombre d'habitants |
| ----- | ------------------ |
| 2015  | 550                |
| 2016  | 538                |

## Jumelage
- Ochla (Pologne)

## Personnalités liées à la commune
- Wilhelm Finck von Finckenstein (1792-1877), lieutenant-général prussien.

## Source
- (de) Cet article est partiellement ou en totalité issu de l’article de Wikipédia en allemand intitulé « Drehnow » (voir la liste des auteurs).